# Czyszyński
Czyszyński (Czyżyński) – polski herb szlachecki z nobilitacji.

## Opis herbu
Na tarczy dwudzielnej w pas w polu górnym, błękitnym, ostrzew zielona o trzech sękach w skos, na której trzy czyżyki barwy naturalnej.
W polu dolnym, czerwonym gozdawa srebrna z pierścieniem złotym.
Labry: z czerwone, podbite srebrem.

## Najwcześniejsze wzmianki
Nadany Stanisławowi Czyżyńskiemu, 12 września 1580.

## Herbowni
Czyżyński – Czyszyński.